# Acontia sudarabica
Acontia sudarabica là một loài bướm đêm trong họ Noctuidae.